# Ak Kubek
Ak Kubek ali Ak Kobek (tatarsko  Aqkübek, Akkүbek) je bil leta  1532—1534 in 1545—1546 kan Astrahanskega kanata, * ni znano, † 1550.
Bil je starejši sin kana Murtaza in vnuk kana Ahmeda.
Izkoristil je šibkost Nogajske horde in s pomočjo Čerkezov leta 1532 strmoglavil kana  Kasima II. in zasedel astrahanski prestol. Nadaljeval je politiko krepitve kanata, vendar ga je že naslednje leto strmoglavil Abdelrahman. Leta 1545 se je vrnil na oblast. Naslednje leto ga je kan Jamgurči odstavil, vendar je leta 1547 s pomočjo krimskega kana Sahiba I. Geraja ponovno prišel na oblast. Leta 1550 ga je Jamgurči s pomočjo Carske Rusije dokončno odstavil. 
Zapustil je sina Abdulaha in hčerko, poročeno z Ak Murzo, sinom nogajskega kana Jusufa.

## Vira
- В.В. Богуславский. Славянская энциклопедия. Киевская Русь - Московия. Т. 1, str. 12-13.
- Похлёбкин В.В. Татары и Русь. Глава 3. Москва. «Международные отношения» 2000.

| Ak Kubek Turkaj-Timuridi (Ahmedoviči) |                                      |                        |
| Vladarski nazivi                      |                                      |                        |
| Predhodnik: Kasim II.                 | Kan Astrahanskega kanata 1532 - 1534 | Naslednik: Abdelrahman |
| Predhodnik: Abdelrahman               | Kan Astrahanskega kanata 1545 - 1546 | Naslednik: Jamgurči    |